# Bantarwaru (Cinangka)
Bantarwaru is een bestuurslaag in het regentschap Serang van de provincie Banten, Indonesië. Bantarwaru telt 4607 inwoners (volkstelling 2010).